# Коло із зірок

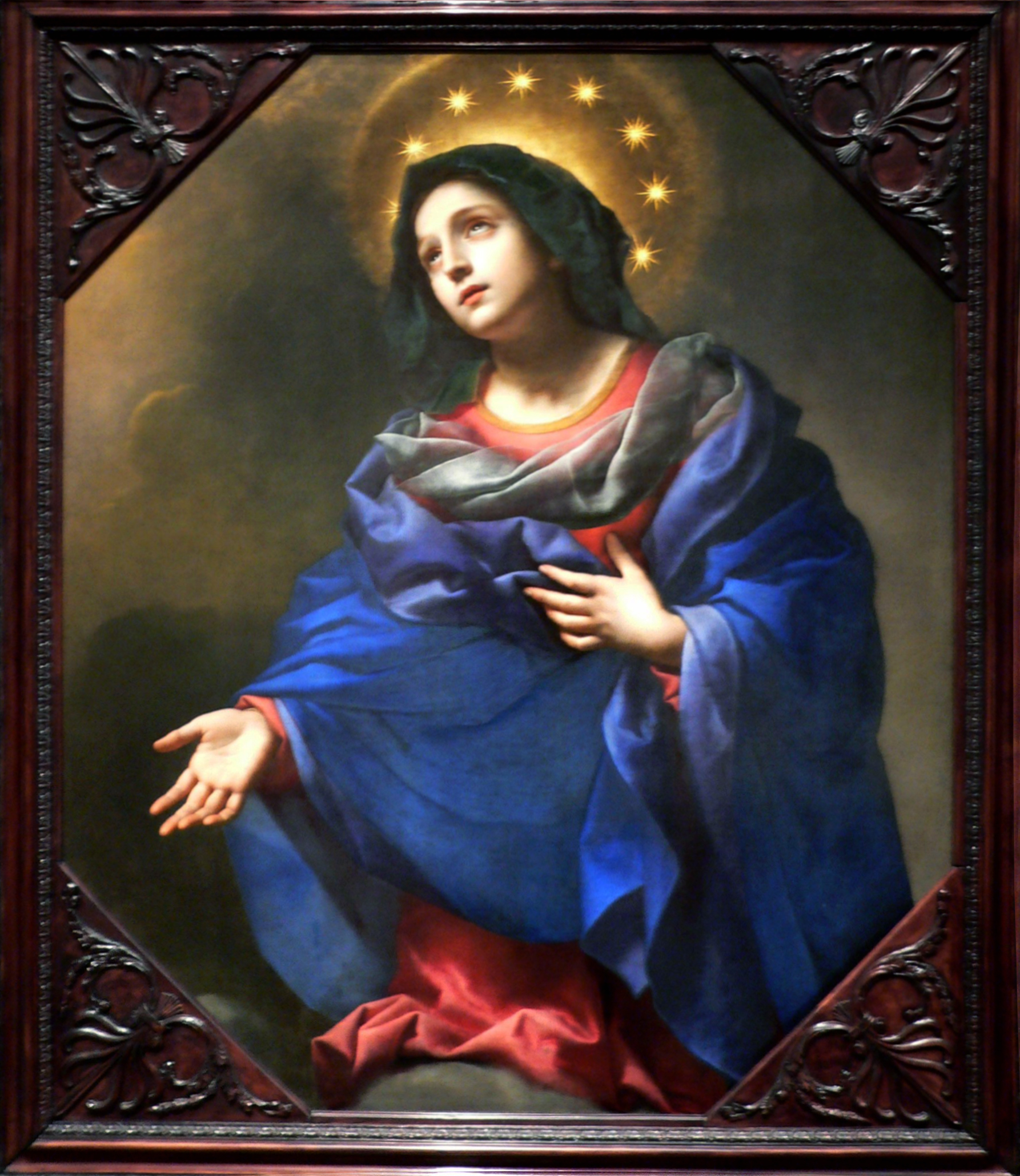
Карло Дольчі, Мадонна у славі, 1670, холстина, олія, Стенфордський музей, Каліфорнія

Коло із зірок — часто символізує єдність, солідарність і гармонію на прапорах, знаках і гербах. Символ зустрічається в іконографічних мотивах, пов'язаних з «Жінкою, зодягненою в сонце» з Одкровення Іоанна Богослова, також коло із зірок може алегорично зображувати Вінець Безсмертя у витворах мистецтва у стилі бароко.

## Жінка, зодягнена в сонце
Новий Заповіт дає такий опис: 
…явилось на небі велике знамення: жінка, зодягнена в сонце; під ногами її Місяць, і на голові її вінок з дванадцяти зірок. Вона мала в череві, і кричала від болю і мук народження. 
У католицькій традиції образ Дружини Апокаліпсиса трактується як вказівка на Діву Марію. Тому часто Діву Марію зображують у вінку з колом із зірок. Цей атрибут було закріплено у «Мистецтві малювання» Франсіско Пачеко, який встановив детальну іконографію образу Діви Марії. Цій настанові слідував Мурільйо і його школа, які впливали і на інших художників.

## Євросоюз
Прапор Європи складається з 12 золотих зірок, розташованих по колу на синьому фоні. Зірки символізують ідеали єдності, солідарності і згоди між народами Європи. Кількість зірок не має нічого спільного з кількістю держав-членів Євросоюзу, адже коло є символом союзу в більш широкому сенсі.
Арсен Гейтс, один із дизайнерів прапора, в 1987 році відкрив, що надихався вінком із дванадцяти зірок, який часто зустрічається у сучасній іконографії Діви Марії. Тим не менш, він вважав, що готовий дизайн не несе жодного релігійного сенсу, що підтверджують і відповідальні за кінцевий дизайн особи.

## Вінок безсмертя
Вінок безсмертя є літературною і релігійною метафорою, яка була традиційно представлена в мистецтві спочатку як лавровий вінок, а згодом як символічне коло зірок (часто у вигляді вінка, діадеми або ореола). Вінок з'являється в низці барочних іконографічних і алегорічних творів мистецтва для позначення безсмертя носія.

## Галерея

### Як релігійний символ

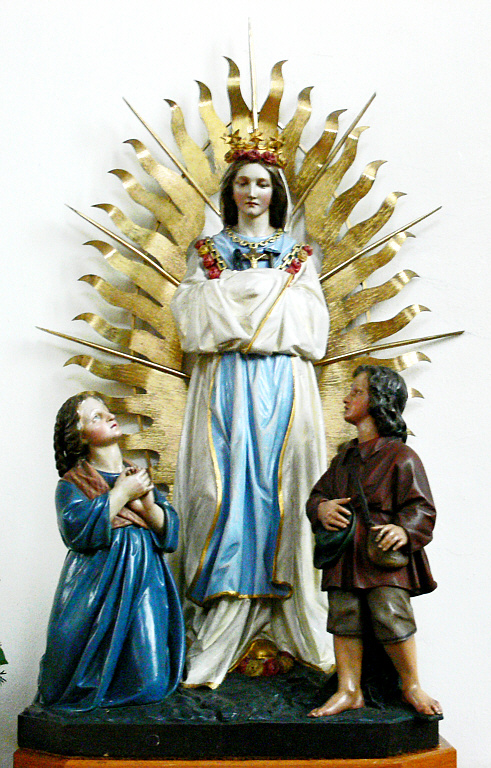
Діва Марія у вінку із зірок, Гренобль, Франція
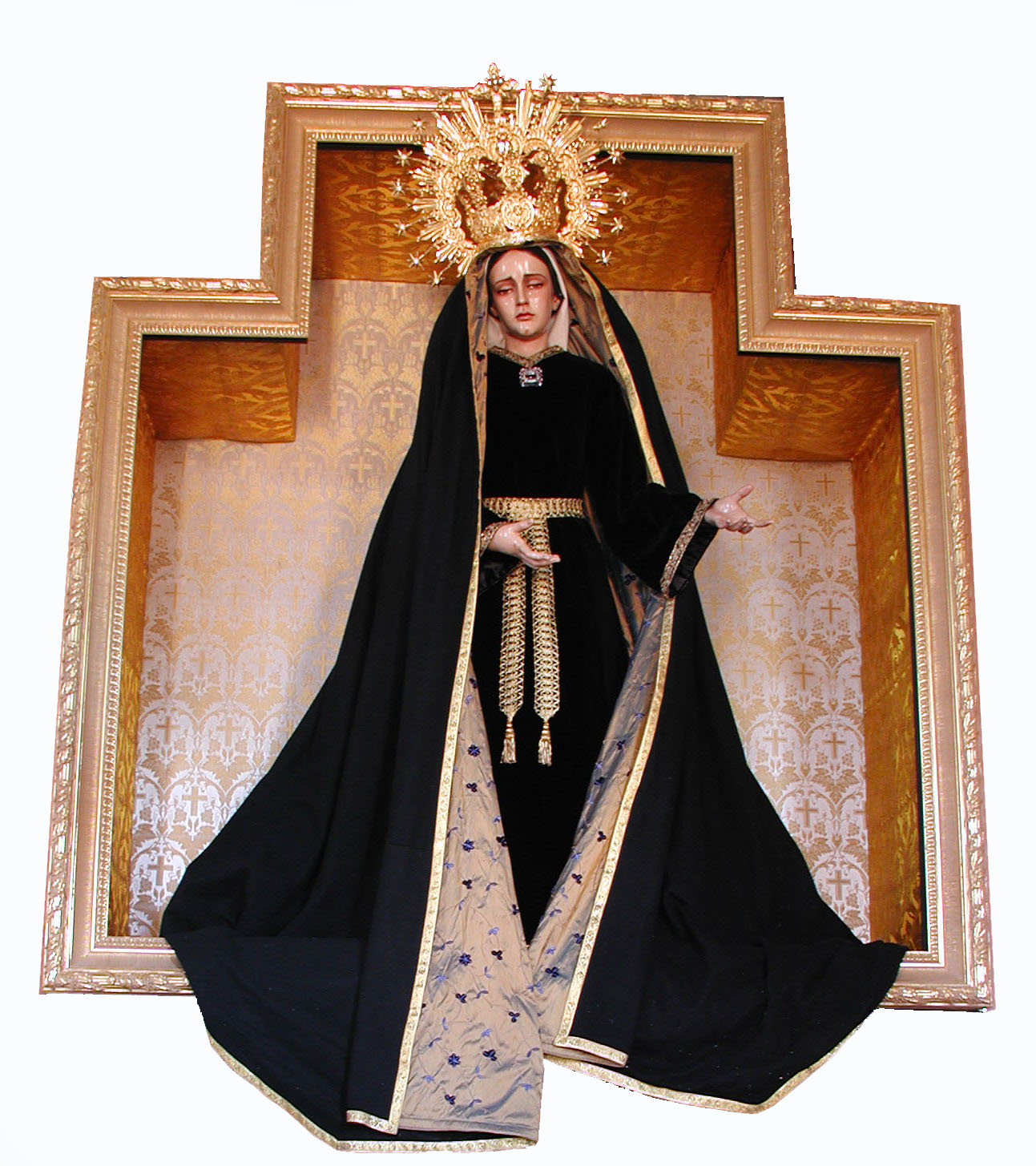
«Мадонна у закритому садочку», статуя у місті Варфейзен, Нідерланди
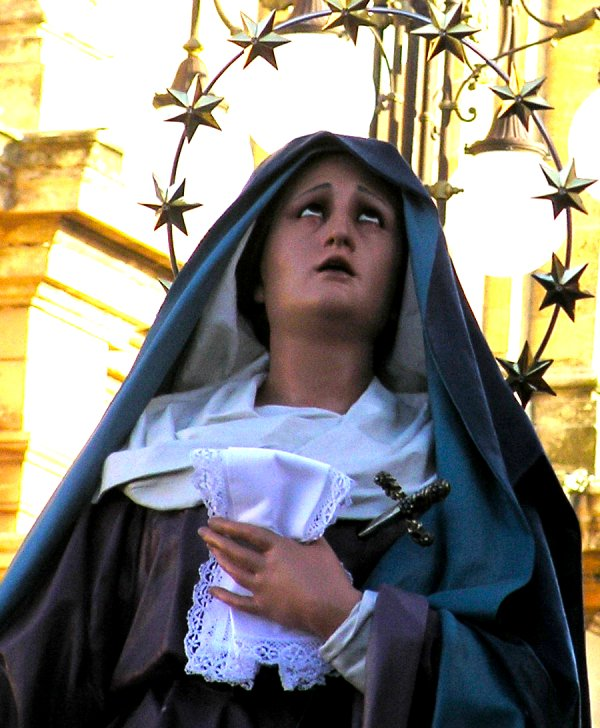
Матір жалобна, статуя у місті Зейтун, Мальта
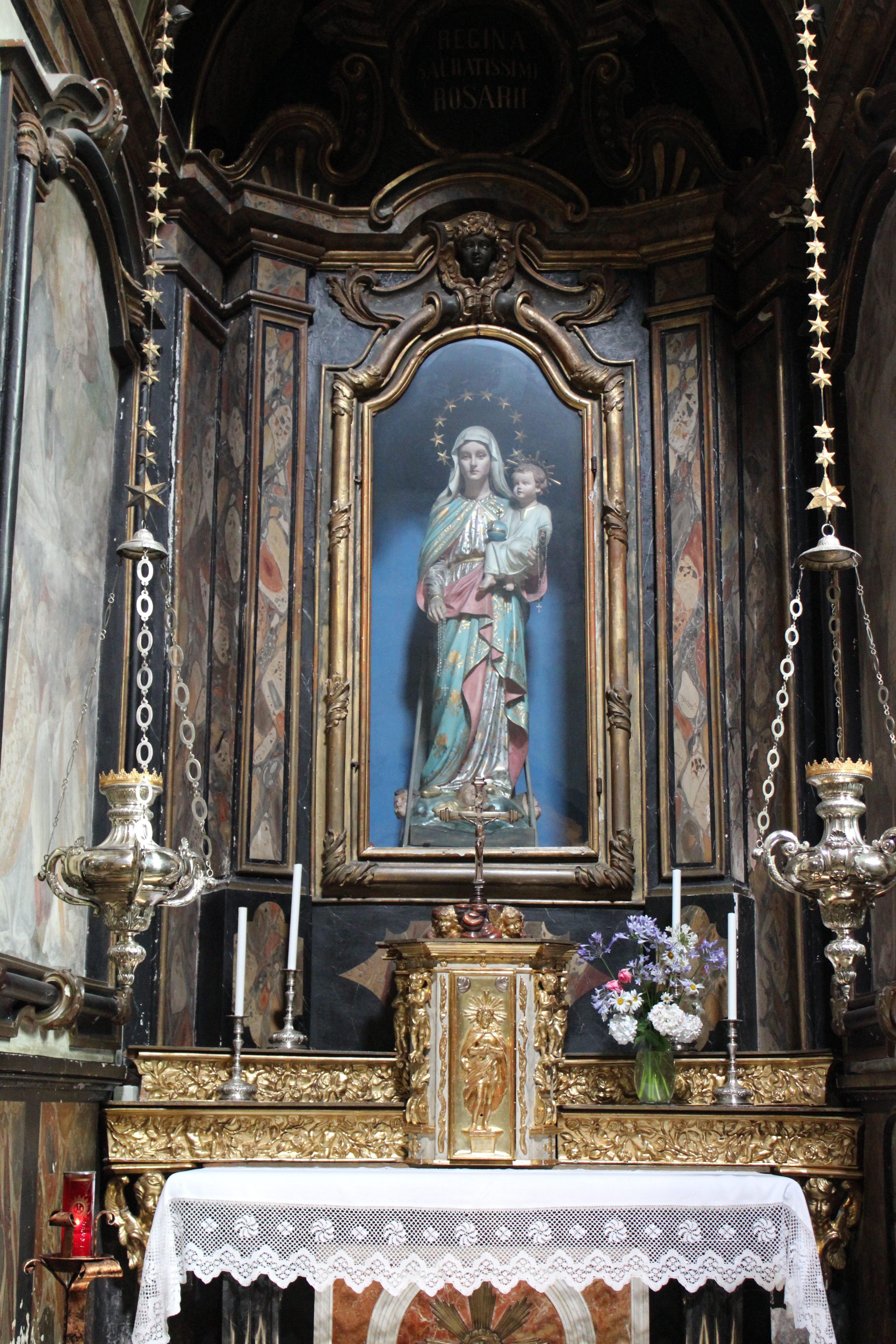
Пресвята Діва Марія, базиліка Святого Джуліо[it], Орта, Італія

### Нерелігійний символ

#### Прапори

Прапор Європи, коло зірок презентує європейську єдність
Прапор Пан'європейського союзу (зірки було додано після створення прапора Європи)
Перший, 13-зірочний прапор США (за легендою пошитий Бетсі Росс[8])
Прапор М'янми 1974—2010
Прапор Островів Кука, 15 зірок, що символізують острови держави
Прапор Кабо-Верде
Прапор Загальнонаціонального конгресу чеченського народу, 9 зірок симолізують тукхуми — союзи тейпів (племен) чеченців

#### Герби

Емблема ФБР, зірки означають перші тринадцять штатів США
Емблема президента США
Герб Бразилії
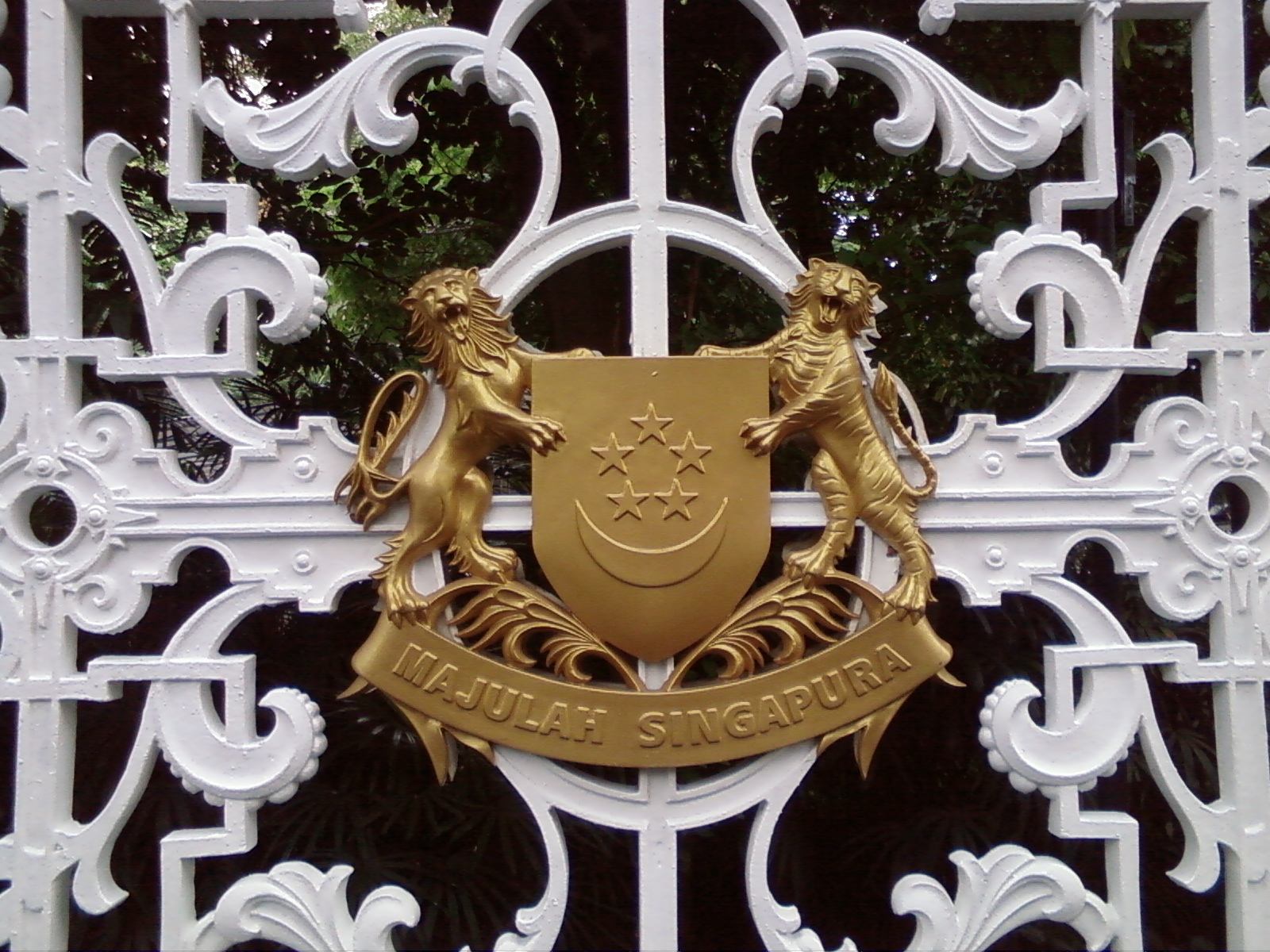
Герб Сінгапура

#### Як Вінок безсмерття

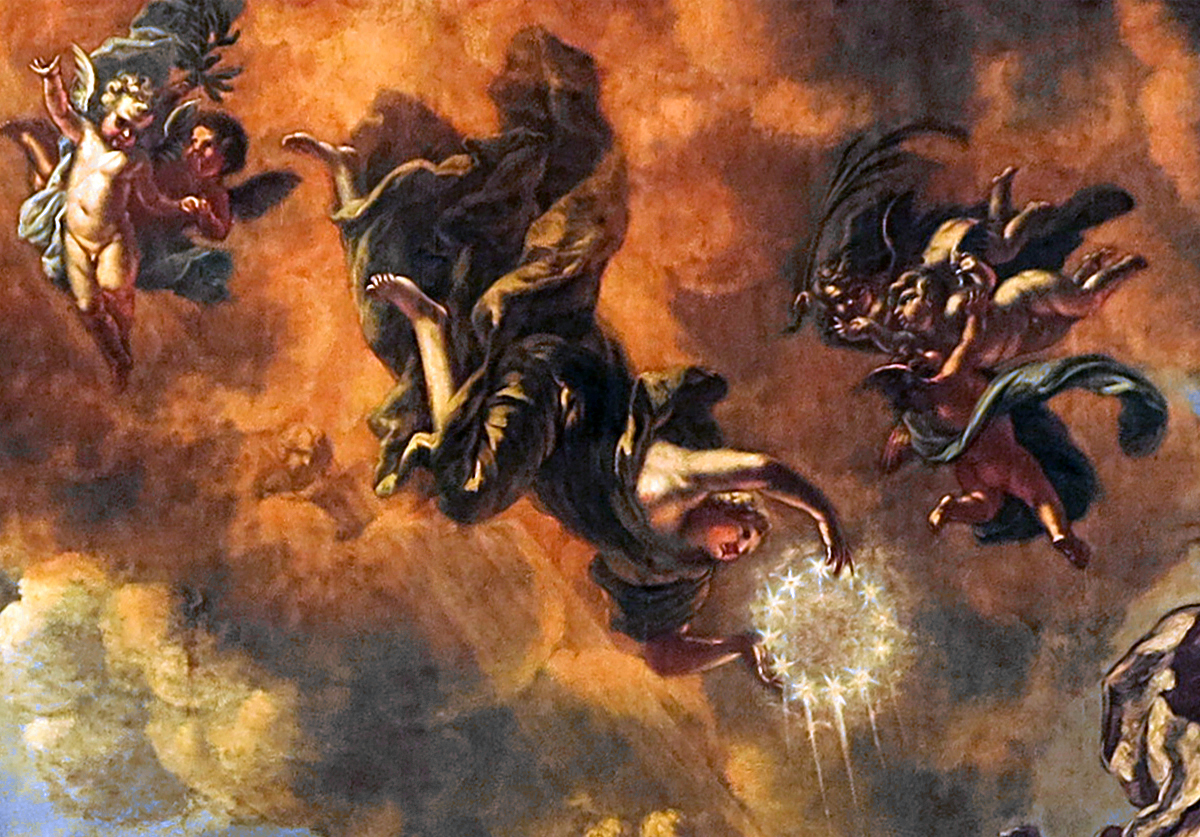
Вінок безсмерття, що покладається алегоричною фігурою Етерни (Вічності) на шведське Дворянське зібрання. Фреска Давида Клекер-Еренштраля